# رافنشتاين
رافن اشتاين ألمانيا (بالألمانية: Ravenstein, Germany) هي مدينة وبلدة ألمانية تقع في ألمانيا في بادن-فورتمبيرغ. يقدر عدد سكانها بـ 3,058 نسمة .